# Baishan
Baishan (chiń. 白山; pinyin Báishān) – miasto o statusie prefektury miejskiej w północno-wschodnich Chinach, w prowincji Jilin. W 2010 roku liczba mieszkańców miasta wynosiła 184 231. Prefektura miejska w 1999 roku liczyła 1 323 435 mieszkańców.

## Podział administracyjny
Prefektura Baishan podzielona jest na:
- 2 dzielnice: Hunjiang, Jiangyuan,
- miasto: Linjiang,
- 2 powiaty: Fusong, Jingyu,
- powiat autonomiczny: Changbai.